# Los Valdecolmenas
Los Valdecolmenas là một đô thị trong tỉnh Cuenca, cộng đồng tự trị Castile-La Mancha Tây Ban Nha. Đô thị này có diện tích là 31,31 ki-lô-mét vuông, dân số năm 2009 là 102 người với mật độ 3,26 người/km². Đô thị này có cự ly km so với tỉnh lỵ Cuenca.